# Guillermo Pacheco Pulido
Guillermo Pacheco Pulido (Puebla de Zaragoza, México, 8 de febrero de 1933) es un político y abogado mexicano. El 21 de enero de 2019 fue nombrado por el Congreso del Estado de Puebla como gobernador interino del estado, cargo que concluyó el 31 de julio del mismo año. Ha sido diputado del Congreso de la Unión en la LII Legislatura de 1982 a 1985 y en la LV legislatura de 1991 a 1994. También ha sido diputado local del Congreso del Estado de Puebla en la XLIII Legislatura de 1966 a 1969, presidente municipal de Puebla de Zaragoza de 1987 a 1990 y presidente del Tribunal Superior de Justicia del Estado de Puebla de 1999 a 2008.

## Primeros años
Guillermo Pacheco Pulido nació en la ciudad de Puebla de Zaragoza el 8 de febrero de 1933. Estudió la licenciatura en derecho en la Universidad Autónoma de Puebla. Fue dirigente estatal de la Confederación Nacional de Organizaciones Populares (CNOP).

## Trayectoria política
Fue diputado local del Congreso del Estado de Puebla en la XLIII Legislatura de 1966 a 1969, en representación del distrito 3, con sede en la ciudad de Puebla. De 1982 a 1985 fue diputado federal en la LII Legislatura en representación del distrito 2 de Puebla. Fue presidente municipal de Puebla de Zaragoza de 1987 a 1990 y volvió a ser diputado federal de 1991 a 1994 en la LV legislatura en representación del distrito 12 de Puebla.

## Gobernador interino de Puebla
El nombramiento de Guillermo Pacheco Pulido ocurre veintisiete días después de la muerte de la gobernadora Martha Erika Alonso Hidalgo, quien falleció en un accidente aéreo el 24 de diciembre de 2018. A Pacheco Pulido le antecede Jesús Rodríguez Almeida, quien fue nombrado encargado de despacho tras la muerte de Alonso Hidalgo.